# Alexia Dechamps
Alexia Dechamps (Buenos Aires, 31 de agosto de 1968) es una actriz brasileña nacida en Argentina.

## Biografía
Descendente de rusos, belgas y de alemanes, la actriz Alexia Dechamps todavía era pequeña cuando con su familia se fueron a vivir al Brasil, y fue criada en Búzios.  

## Carrera
Su carrera comenzó con una selección para la campaña de Calvin Klein, en la cual participaban 300 personas - entre ellas, Malu Mader, y Maurício Mattar. Alta (1,76 m), biotipo ideal de una modelo, pasando a trabajar con grandes nombres de la fotografía brasileña como J.R. Duran, y Bob Wolfenson. Durante diez años, mantuvo una carrera de buen suceso como modelo, desempeñando trabajos en el Brasil, y en otros diversos lugares de Europa, y de América Latina, como París, Milán, España, y Argentina.
Con todo, Alexia no estaba plenamente satisfecha, pues de todas formas desde la infancia, su sueño era convertirse en actriz. Ya a los doce años, había hecho algunos cursos de interpretación. Y a los diecisiete, se fue a Nueva York donde pasaría a dedicarse más profundamente al estudio de las artes dramáticas. Un grave problema en sus cuerdas vocales, hizo retrasar su entrada a la televisión y al teatro. Y solamente sometiéndose a una cirugía, Alexia comenzó a trabajar en esos medios. Su debut como actriz en la televisión, ocurrió en 1991 con la telenovela O Dono do Mundo, de Gilberto Braga (su "padrino televisivo", como ella misma acostumbra invocarlo). Luego, prontamente, Alexia comenzó a participar en varias obras de mérito, participando en producciones consagradas de la teledramaturgia brasileña, como Pátria Minha, e História de amor de Manoel Carlos.
En marzo de 1995, realizó poses desnuda para la Playboy, en escenarios de Tahití.
Sus actuaciones más memorables de la televisión fueron en la telenovela Mandacaru, dando vida a un periodista complejo Arlete en el remake de Mujeres de arena, donde interpretaba a Maria Helena, la amiga de Vera, personalizado por la actriz Isadora Ribeiro.

## Filmografía

### Telenovelas
- 1991 - O Dono do Mundo … Liliane
- 1993 - Mulheres de Areia … Maria Helena
- 1994 - Pátria Minha … Alexandra Pires
- 1995 - História de Amor … Márcia Vieira Salles
- 1996 - O Fim do Mundo … Valdete
- 1996 - Xica da Silva … Condessa Efigênia
- 1997 - Mandacaru … Arlete Corrêa
- 1998 - Estrela de Fogo … Renata
- 1998 - Brida … Diana
- 1998 - A História de Ester … Vasti
- 2000 - El clavo y la rosa … Participación especial
- 2000 - Aquarela do Brasil … Helen
- 2001 - Malhação … Lorena
- 2005 - América
- 2006 - Cobras & Lagartos … Dorinha
- 2007 - Malhação … Teresa Gurgel
- 2011 - Cuchicheos … Participación especial

### Cine
- 2006 - Gatão de Meia Idade … Berê
- 2005 - Mandrake. Dirección Toni Vanzollini[5]

### Series
- 2011 - Adorável Psicose … Ana Maria Jocasta - Episodio 11 - Segunda Temporada - O Complexo de Édipo (21/07/2011)